# Jabłko (żeglarstwo)
Jabłko – na niektórych starych żaglowcach było to zakończenie topu masztu w postaci dodatkowego elementu, najczęściej płaskiego krążka, półkuli, lub gałki. Stanowiło element dekoracyjny lub platformę dla marynarza (najczęściej chłopca okrętowego) podczas gali na rejach (np. podczas wchodzenia do portu). Na mniejszych jednostkach jabłko zawierało bloki dla lin.